# Gandsassar

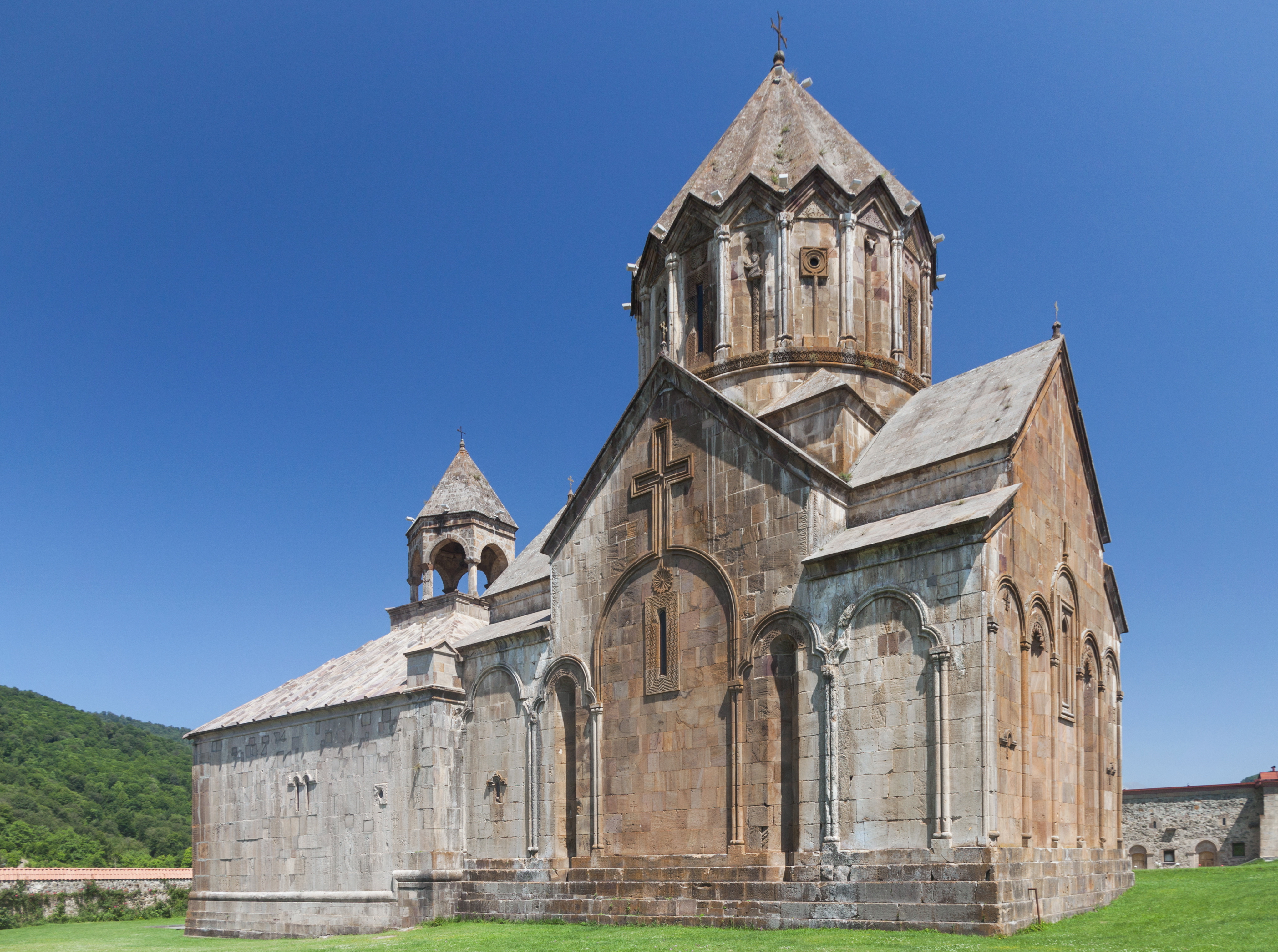
Kloster Gandsassar

Gandsassar (armenisch Գանձասար, Transliteration Gandzasar; aserbaidschanisch Gəncəsər) ist ein armenisch-apostolisches Kloster in Bergkarabach. Es befindet sich auf den südwestlich der Ortschaft Wank gelegenen Höhen im aserbaidschanischen Rayon Kəlbəcər (zuvor Provinz Martakert in der de facto unabhängigen Republik Arzach), etwa 30 Kilometer Luftlinie nordwestlich von Stepanakert.
Das Kloster wurde von Prinz Hassan Dschalaljan im Jahr 1216 gegründet, der auch der Gründer der Dynastie Hasan-Dschalalian vom Fürstentum Chatschen war. Gandsassar bedeutet im Armenischen Schatzberg. In dem Kloster befindet sich die Kirche Johannes’ des Täufers (armenisch Սուրբ Յովհաննու Մկրտիչ եկեղեցի, Surb Jowhannu Mkrtitsch jekeghezi), die zwischen 1216 und 1238 erbaut wurde. Der Klosterkomplex wird von hohen Mauern geschützt.
Von etwa 1400 bis 1816 war Gandsassar Sitz des Katholikos von Albania.
Das Kloster liegt im Westteil des Chatschen-Tals, wo es von weitem sichtbar ist. Dies liegt nicht nur an der exponierten Lage des Klosters, sondern auch daran, dass es sich aufgrund seiner Farbe (das Kloster wurde aus rotem Tuff erbaut, welches im Laufe der Zeit rotbraun geworden ist) vom grünen Hintergrund des Bergwaldes abhebt.
Der Narthex hat die Form eines Gawit, dessen Außenwände von herausragenden Basreliefs verziert sind, die die Kreuzigung Jesu, Adam und Eva sowie zwei kirchliche Amtsträger darstellen, die ein Modell der Kirche als Geschenk an Gott über ihren Köpfen halten. Diese Reliefs werden in ihrer kulturgeschichtlichen Bedeutung mit denen von Akdamar verglichen und das Kloster zu den Meisterwerken der armenischen Architektur gezählt. Obwohl das Kloster während des Bergkarabachkonflikts 1991 beschädigt und ein Gebäude zerstört wurde, ist es weiterhin in Betrieb und Sitz des Erzbischofs der Diözese Arzach.

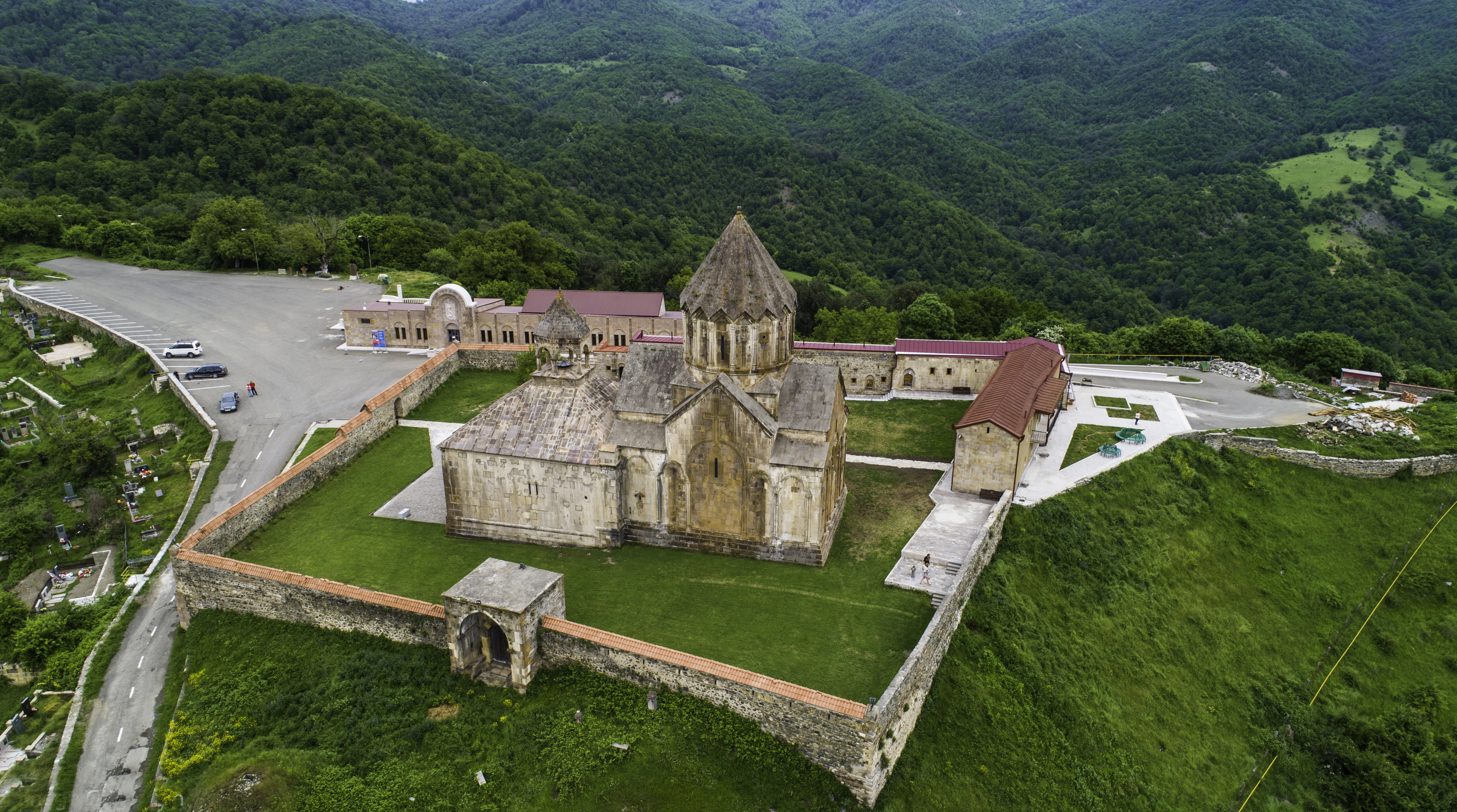
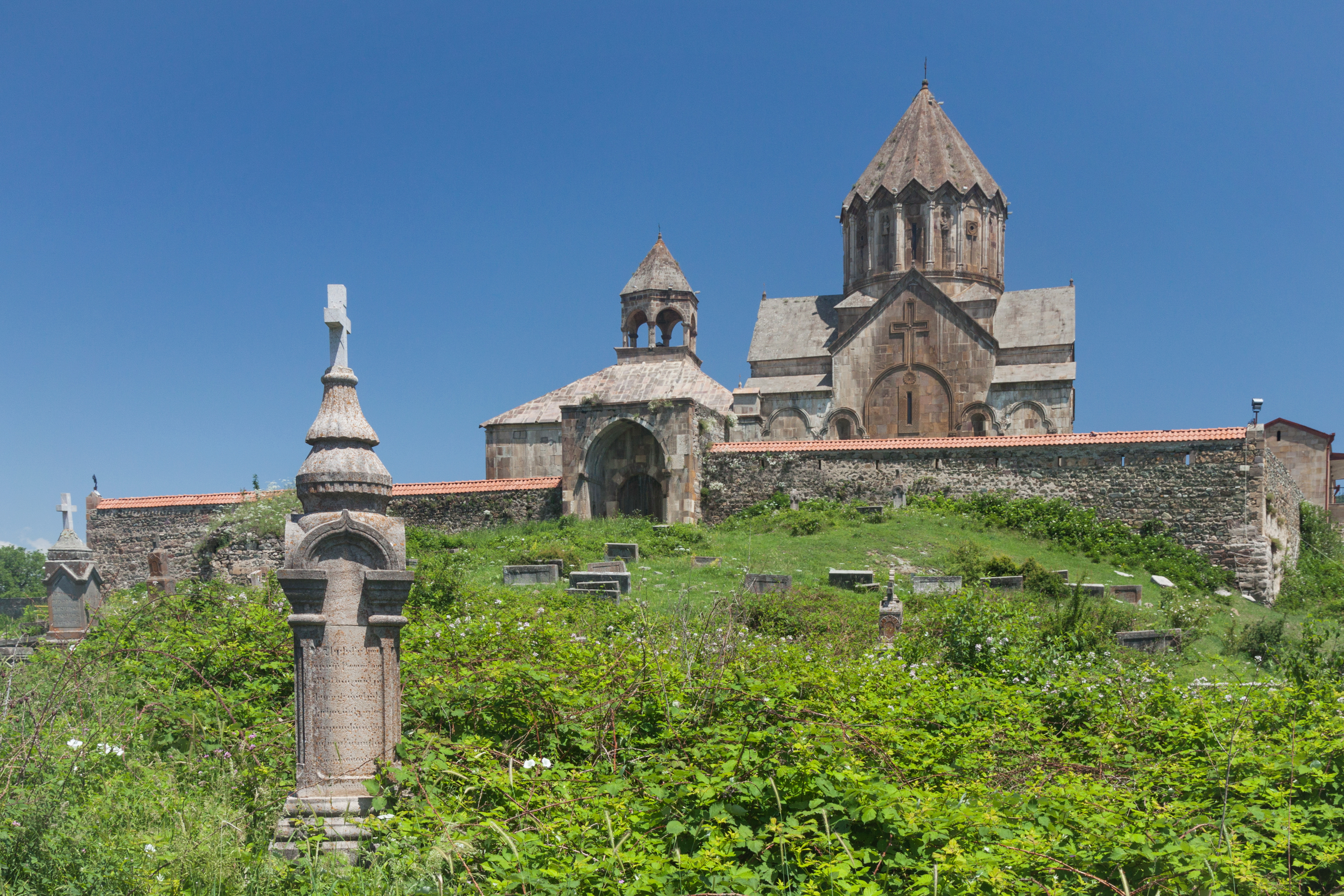
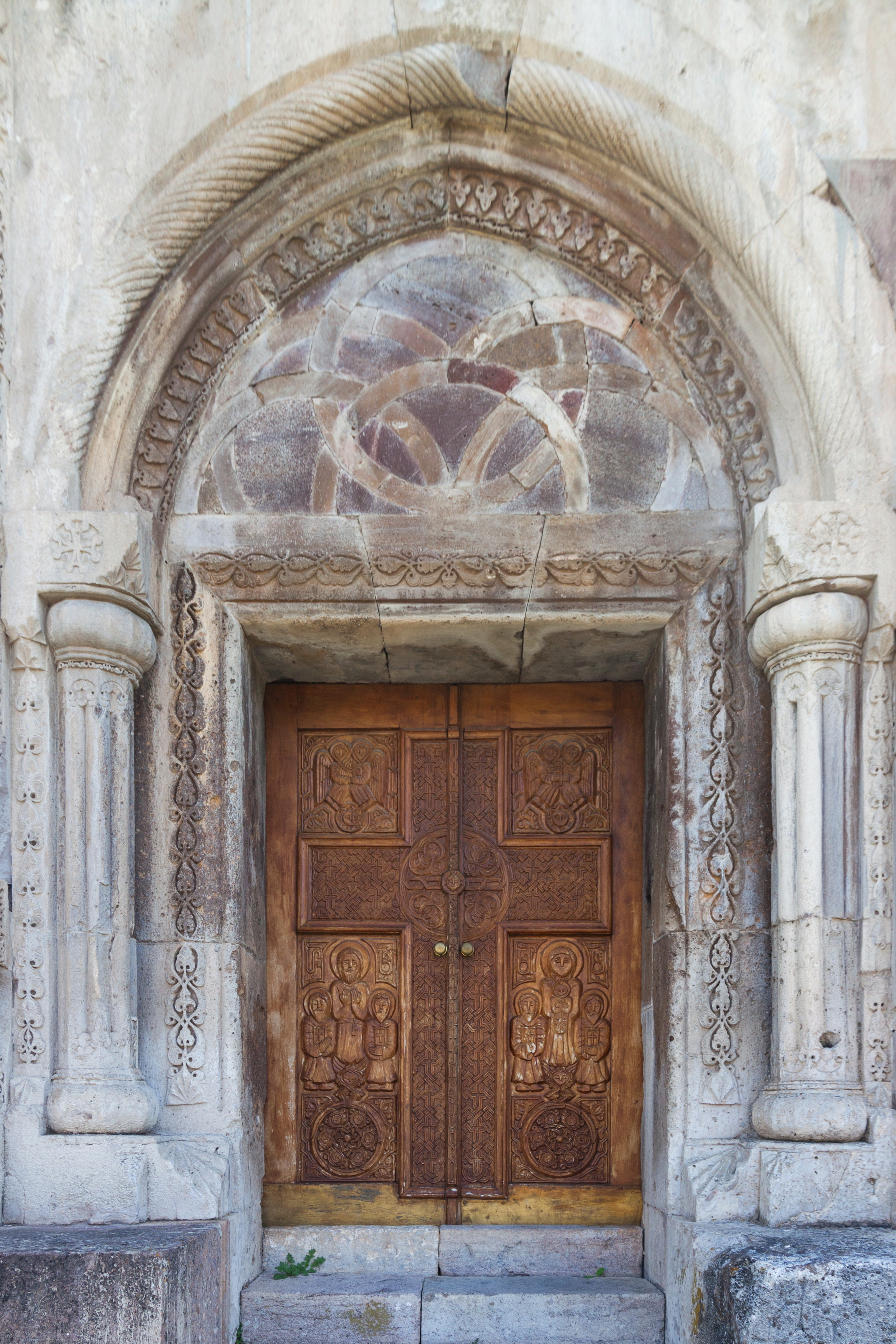
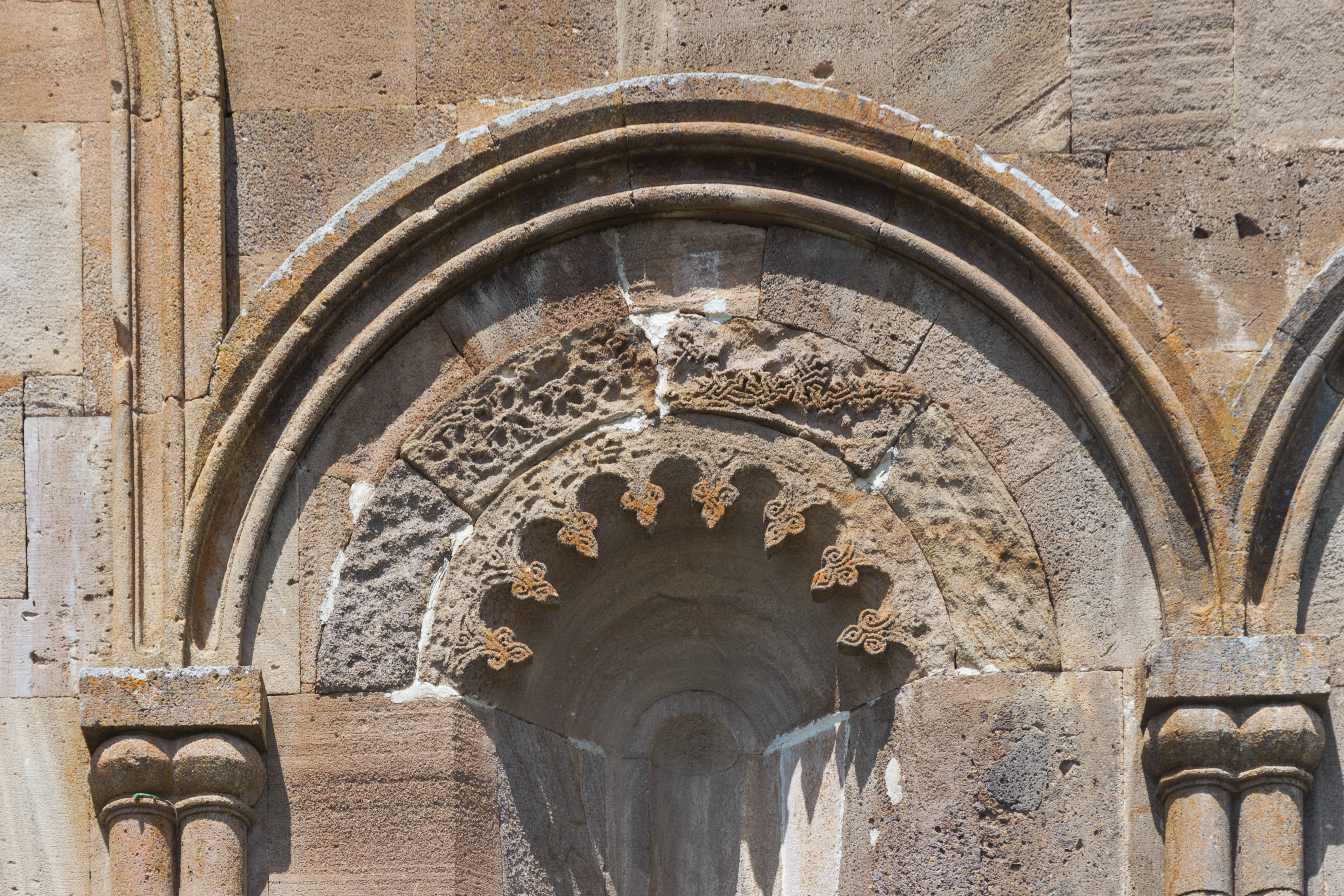
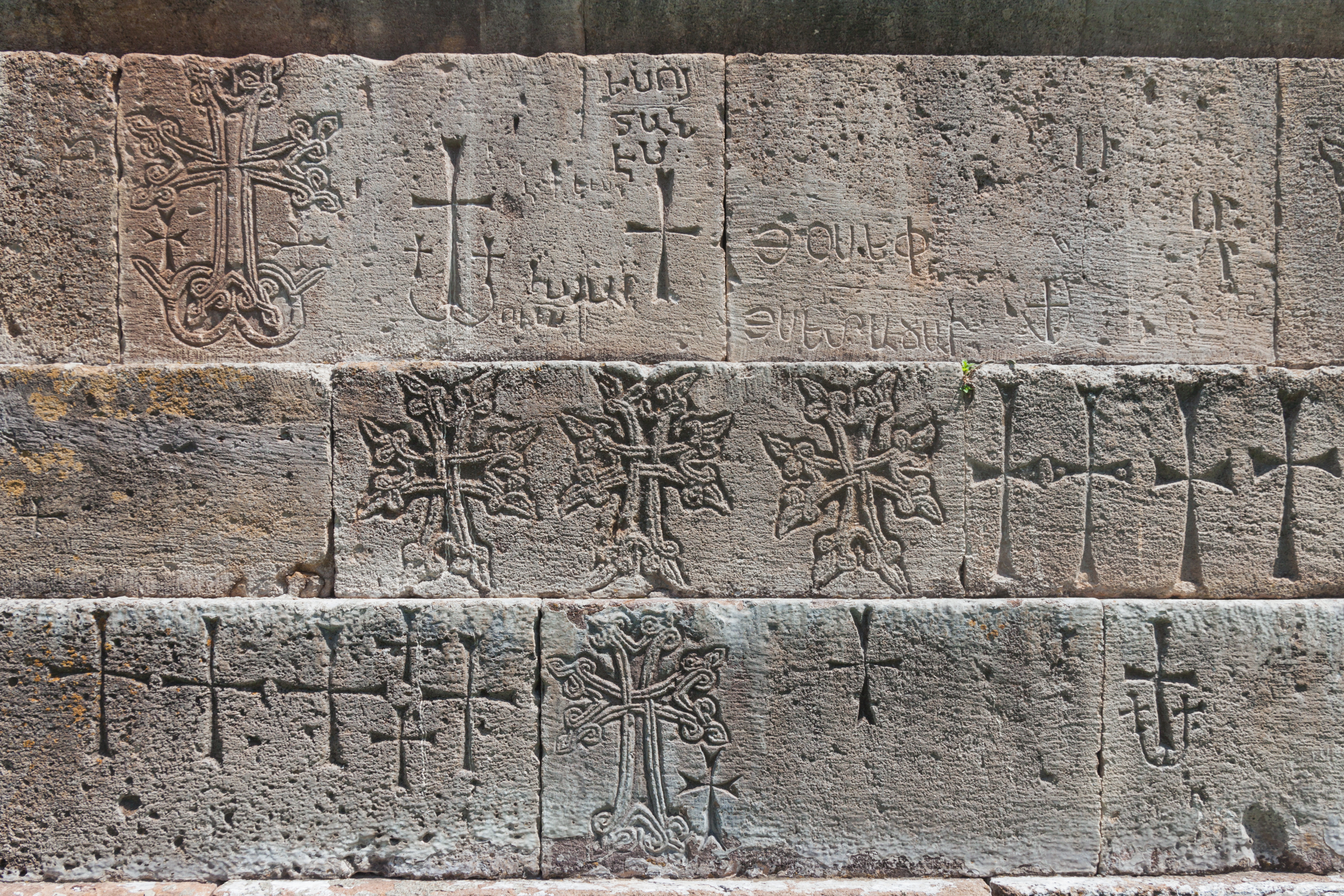
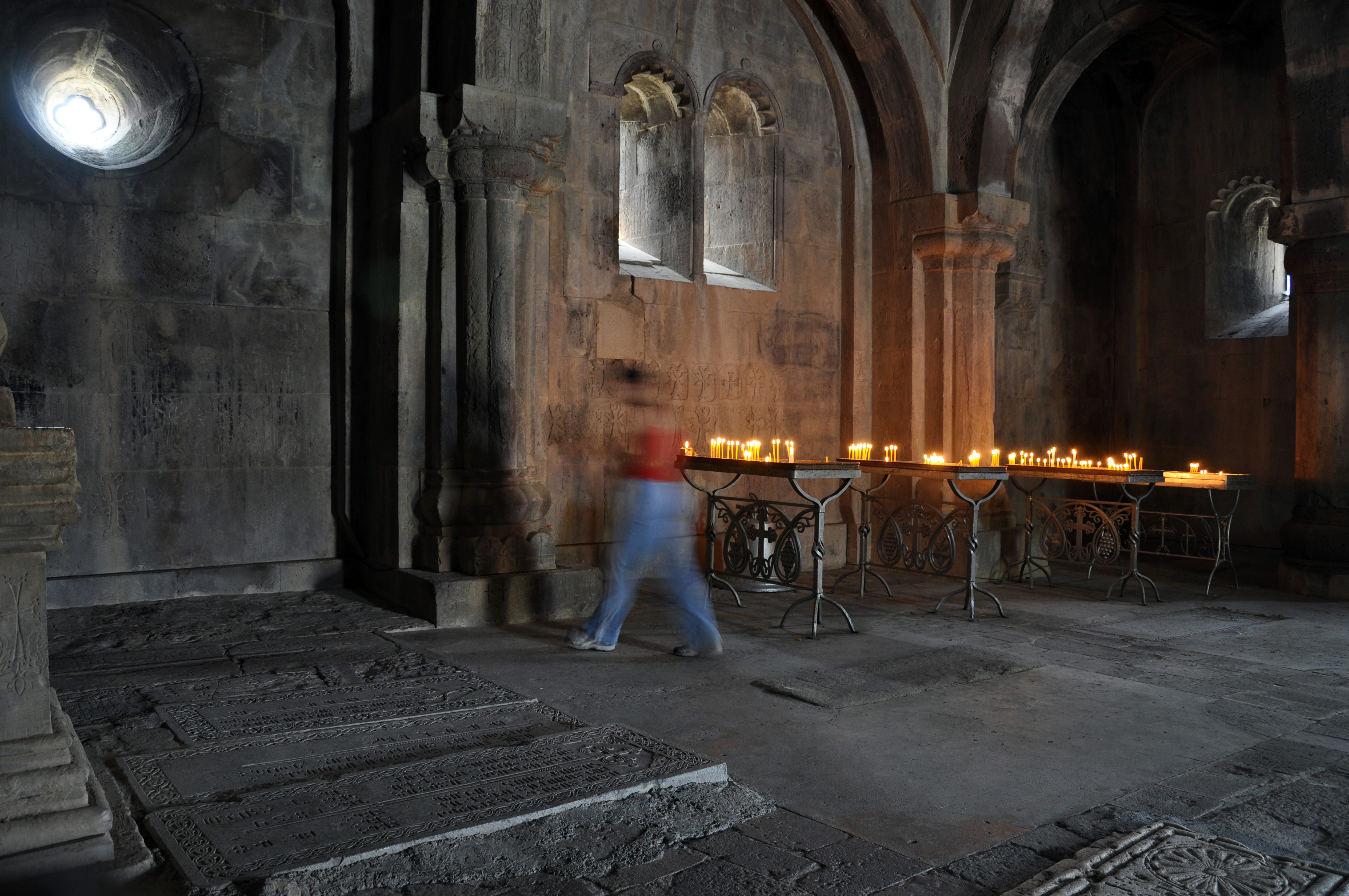
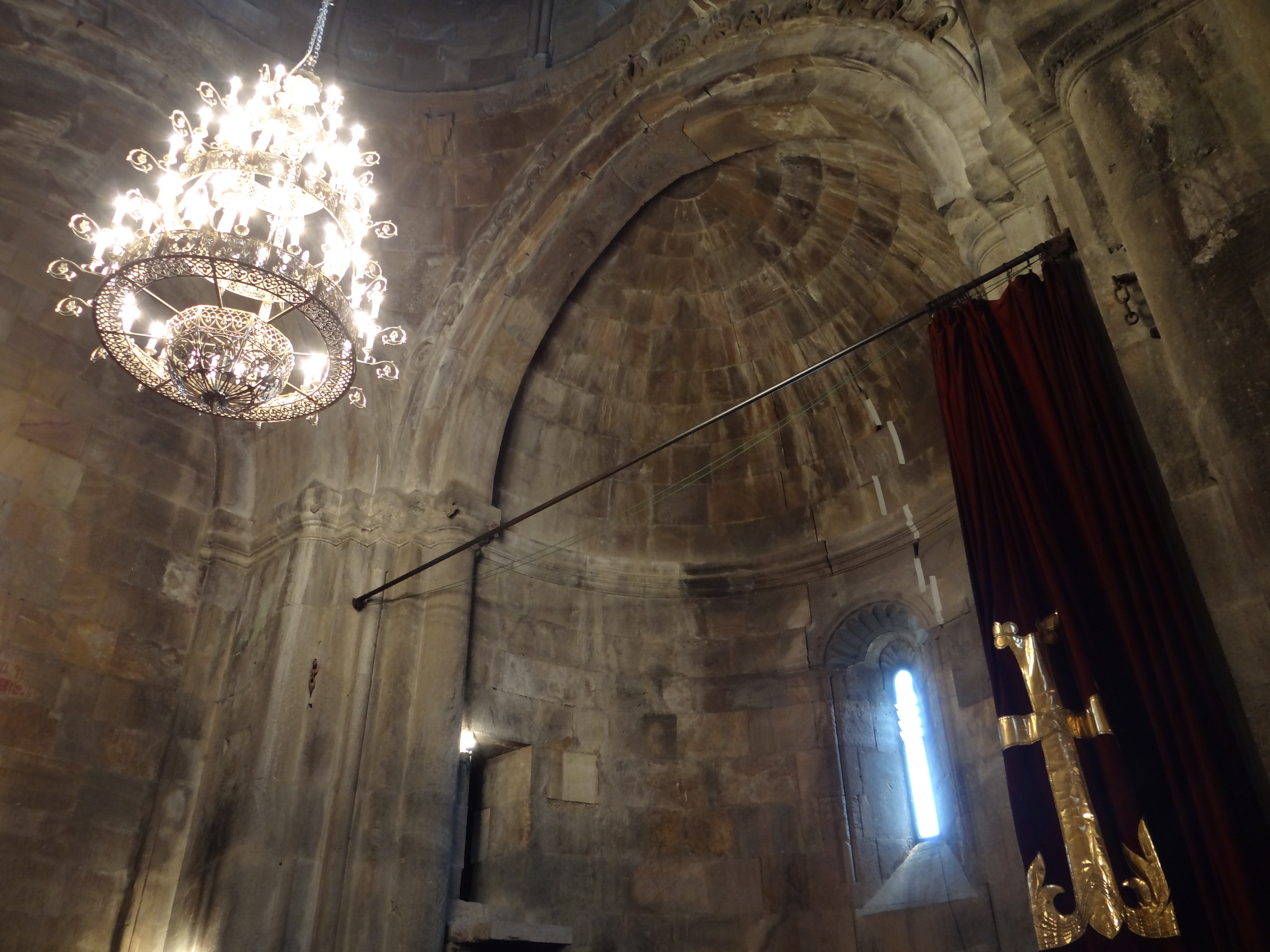